# Guatteria discolor
Guatteria discolor är en kirimojaväxtart som beskrevs av Robert Elias Fries. Guatteria discolor ingår i släktet Guatteria och familjen kirimojaväxter. Inga underarter finns listade i Catalogue of Life.